# Phallusia depressiuscula
Phallusia depressiuscula is een zakpijpensoort uit de familie van de Ascidiidae. De wetenschappelijke naam van de soort is voor het eerst geldig gepubliceerd in 1878 door Heller.